# Čínský syndrom
Čínský syndrom (anglicky China Syndrome) je metafora, označující strach z určitého druhu jaderné havárie, který se uchytil v americké společnosti v 70. letech. Obecně se jedná o strach z možného přehřátí jaderných reaktorů, konkrétně z možného roztavení reaktoru při poruše chladicího systému, protavení se z prostor elektrárny ven a kvůli vysoké hustotě uranu protavení se skrze celou planetu, čímž by se vynořil v Číně (ve skutečnosti na „opačné straně“ Země proti USA je Indický oceán). Sám termín poprvé použil americký fyzik Ralph Lapp v roce 1971 při popisu možných bezpečnostních problémů, spojených právě s přehřátím reaktorů.

## Film a havárie na Three Mile Island
V roce 1979 vyšel v USA film The China Syndrome, který tyto obavy ztvárnil na plátně. Příběh se odehrává na fiktivní jaderné elektrárně ve Ventaně, kam přijedou novináři televizního kanálu KXLA3 v rámci cyklu pořadů o jaderné energetice. Sotva se při exkurzi po elektrárně dostanou do galerie nad velínem, nacházejícím se za zvukotěsným sklem, Je vyhlášen poplach, nastává havarijní situace, kdy vlivem klesající hladiny chladiva bezprostředně hrozí obnažení jádra a jeho roztavení, kterou však personál zvládne usměrnit, a kterou tajně natáčí kameraman Richard Adams (Michael Douglas). Z určitých náznaků (nezvyklé vibrace) pochopí hlavní inženýr elektrárny Jack Godell (Jack Lemmon), že primární okruh reaktoru má bezpečnostní závadu, která může při jeho znovuspuštění na plný výkon způsobit obnažení jádra a jeho roztavení, a dále odhaluje, že sváry potrubí a čerpadel primárního okruhu nebyly ve skutečnosti zkontrolovány a že jejich rentgenové snímky byly zfalšovány. Kolegové mu však nevěří. Při znovuspuštění a postupném navyšování výkonu se hlavní inženýr elektrárny ze zoufalosti zmocní ve velínu zbraně ostrahy a vyvádí všechen personál ven, po čemž sám se uvnitř zabarikáduje a žádá interview, aby informoval veřejnost o skutečném stavu elektrárny, což se mu vlivem značného stresu příliš nedaří a spíše se jeví jako vyšinutý blázen, během něhož ostatním zaměstnancům se podaří na příkaz vedení elektrárny za jeho zády převzít moc nad reaktorem a spustit jeho odstavení a zároveň přerušit přímý přenos z velínu. Hned nato zásahovka překoná dvoje zevnitř uzamčené pancéřové dveře, dochází ke střelbě, ve které je Godell smrtelně raněn, avšak než zemře, ležící na zemi znovu cítí sílící vibrace čerpadla primárního okruhu, jehož uchycení se následně před jeho zastavením rozpadne, naštěstí bez porušení jeho těsnosti a úniku chladiva. Film končí scénou, ve kterém se Godellovu teorii snaží představitelé elektrárny před novináři popřít, jeho označit za duševně nevyrovnaného alkoholika a nehodu v elektrárně bagatelizovat, jeho přítel, Ted Spindler (Wilford Brimley), byť obklopen vedením, po chvíli vyhýbavých odpovědí otočí a začne jej hájit řka, že by se nikdy neodhodlal k tak zoufalému kroku, pokud by nebyl o své pravdě zcela přesvědčen. Jeho obhajobu se slzami v očích nakonec dovrší hlavní hrdinka filmu, reportérka Kimberly Wellsová (Jane Fondová). Film vzbudil debatu o tom, nakolik jsou jaderné elektrárny skutečně bezpečné .
Ve filmu se objevuje také ozvuk případu pracovnice závodu na výrobu jaderného paliva Karen Silkwood, který se odehrál několik let před uvedením filmu. Scéna odkazuje na teorii vysvětlující její záhadné úmrtí při autonehodě -  ve filmu je muž vezoucí dokumenty poukazující na nekalé praktiky v elektrárně zavražděn tak, že je jeho auto vytlačeno ze silnice. Kompromitující dokumenty jsou odstraněny.

### Havárie na Three Mile Island
Pouhých 12 dnů po uvedení filmu v kinech došlo v jaderné elektrárně Three Mile Island (Pensylvánie) k havárii, jejíž průběh byl částečně podobný „čínskému syndromu“ - porouchal se chladicí systém reaktoru a ten se roztavil, ale nepropálil se dovnitř. To se však povedlo velkému množství radioaktivní vody a plynů. Stovky lidí byly evakuovány z oblasti, havárie ale podle dostupných studií neměla dlouhodobé následky. Měla však silný vliv na změnu postoje k jaderným elektrárnám u americké veřejnosti. Ve filmu dokonce jedna z postav pronese, že možná bude potřeba evakuovat lidi z území „asi jako Pensylvánie“.

## Dnešní stav
Situaci roztavení reaktoru a propálení se mimo obvod dnes řeší takzvaná past na jádro, core-catcher, vytvořená ze zvláštní slitiny. Nezařazují jej však všichni výrobci. Evropané (Areva, Siemens) a Rusové (ASE) ano, Američané (Westinghouse) nikoliv. Odůvodňují to velkou nepravděpodobností situace, kdy by se roztavený reaktor dostal ven mimo elektrárnu (zatím k tomu nikdy nedošlo), zatímco past je velmi drahou součástí a dle nich je mnohem lepší ochranou skutečně kvalitní a spolehlivý chladicí systém.